# Pessocosma iolealis
Pessocosma iolealis là một loài bướm đêm trong họ Crambidae.